# الضلعة (بني سعد)

تعديل مصدري - تعديل

الضلعة هي إحدى قرى عزلة بني الازراق بمديرية بني سعد التابعة لمحافظة المحويت، بلغ تعداد سكانها 92 نسمة حسب تعداد اليمن لعام 2004.